# Lokalno omrežje
Lokalno omrežje (LAN) je računalniško omrežje, ki povezuje računalnike na omejenem območju, kot je bivališče, šola, laboratorij, univerza, kampus ali poslovna stavba. V nasprotju s tem prostrano omrežje (WAN) ne pokriva samo večjih geografskih širin, ampak večinoma  vključuje tudi zakupljene telekomunikacijske povezave.
Dve od najbolj razširjenih tehnologij, ki sta v uporabi v lokalnih omrežjih, sta Ethernet in Wi-Fi. V zgodovini so bile v uporabi tudi tehnologije ARCNET, Token ring in AppleTalk.